# Kenichi Sugano
Kenichi Sugano (菅野 賢一 Sugano Kenichi?,  nacido el 8 de agosto de 1971 en Mie) es un exfutbolista japonés. Jugaba de defensa y su último club fue el Gunma FC Horikoshi de Japón.

## Trayectoria

### Clubes
| Club               | País  | Año         |
| ------------------ | ----- | ----------- |
| Kashiwa Reysol     | Japón | 1994 - 1996 |
| Kawasaki Frontale  | Japón | 1997 - 1999 |
| Mito HollyHock     | Japón | 2000 - 2001 |
| Gunma FC Horikoshi | Japón | 2001 - 2004 |

## Palmarés

### Títulos nacionales
| Título    | Club              | País  | Año  |
| --------- | ----------------- | ----- | ---- |
| J2 League | Kawasaki Frontale | Japón | 1999 |